# Journal of Statistical Physics
Le Journal of Statistical Physics est une revue bimensuelle d'articles originaux ou de synthèse, et de description de livres. Il couvre tous les domaines de la physique statistique ainsi que les problèmes connexes liés aux phénomènes collectifs. Le journal a un facteur d'impact de 1,537 en 2015.
Ce journal a été créé par Howard Reiss. Joel Lebowitz est rédacteur en chef honoraire. Les rédacteurs en chef sont Giulio Biroli, Abhishek Dhar, Alessandro Giuliani, Yariv Kafri, Bruno Nachgtergaele, Hal Tasaki.

## Indexation
Le journal est indexé dans : Astrophysics Data System, Chemical Abstracts Service, Science Citation Index, Scopus, Zentralblatt Math, etc.